# Праздники Бурятии

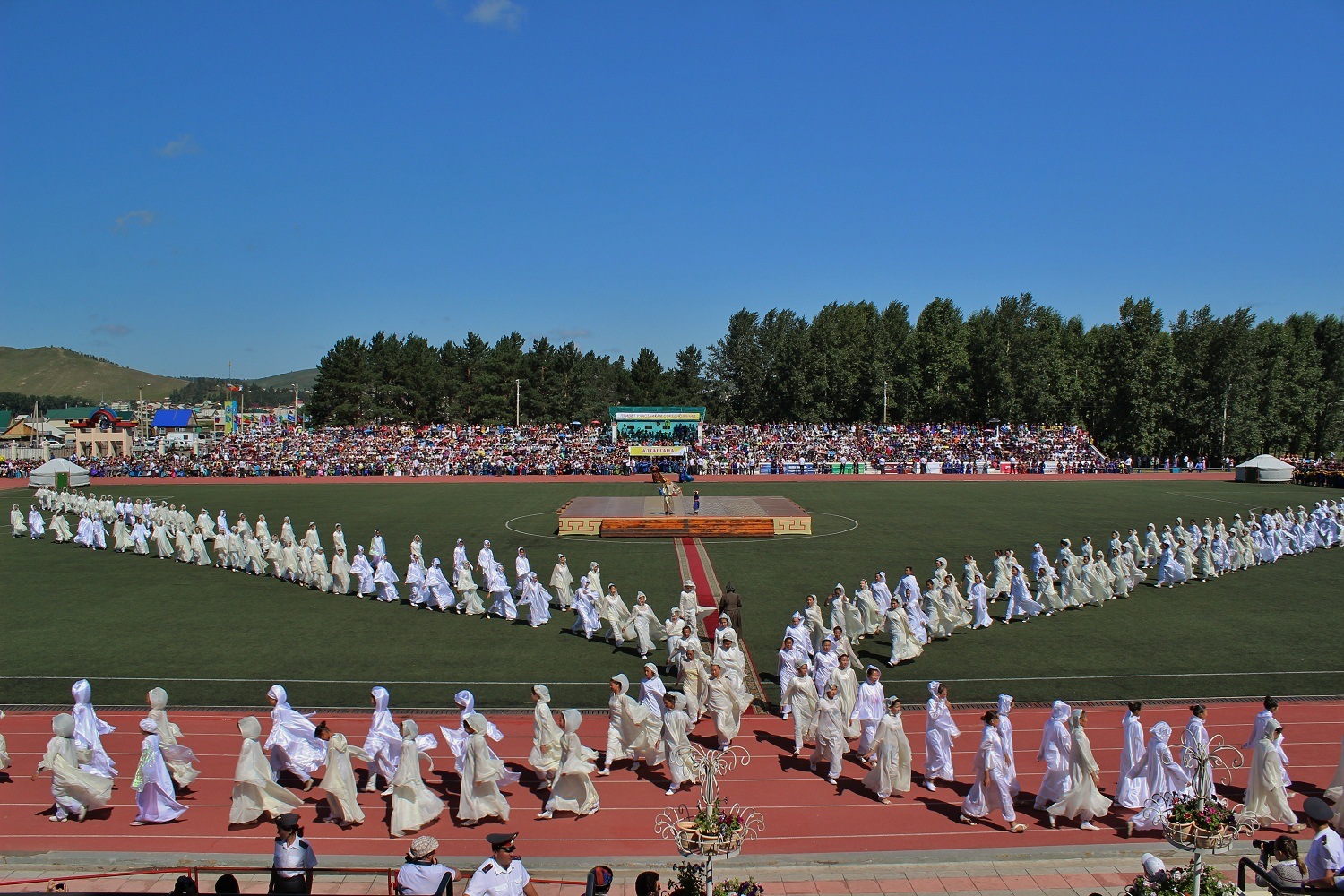
Церемония открытия фестиваля «Алтаргана-2012» в Агинском.

В Бурятии отмечаются праздничные дни, установленные в соответствии с федеральным законодательством.
Единственным республиканским государственным праздником, когда официально отдыхает население Бурятии, является первый день Нового года по лунному календарю — праздник Белого месяца «Сагаалган».
Праздник имеет «плавающий» характер и ежегодно объявляется специальным нормативным актом главы Республики Бурятия.
Положения закона устанавливают, что в случае выпадения праздника на выходные дни, он перемещается на ближайший рабочий день.
Первый день Сагаалгана стал нерабочим днем с 1990 года по указу президиума Верховного Совета Бурятской АССР «О придании национальному празднику „Сагаалган“ статуса народного праздника».
Также в Бурятии отмечаются и другие праздники в соответствии с национальными и религиозными традициями народов, проживающих на территории республики.

## Список праздников

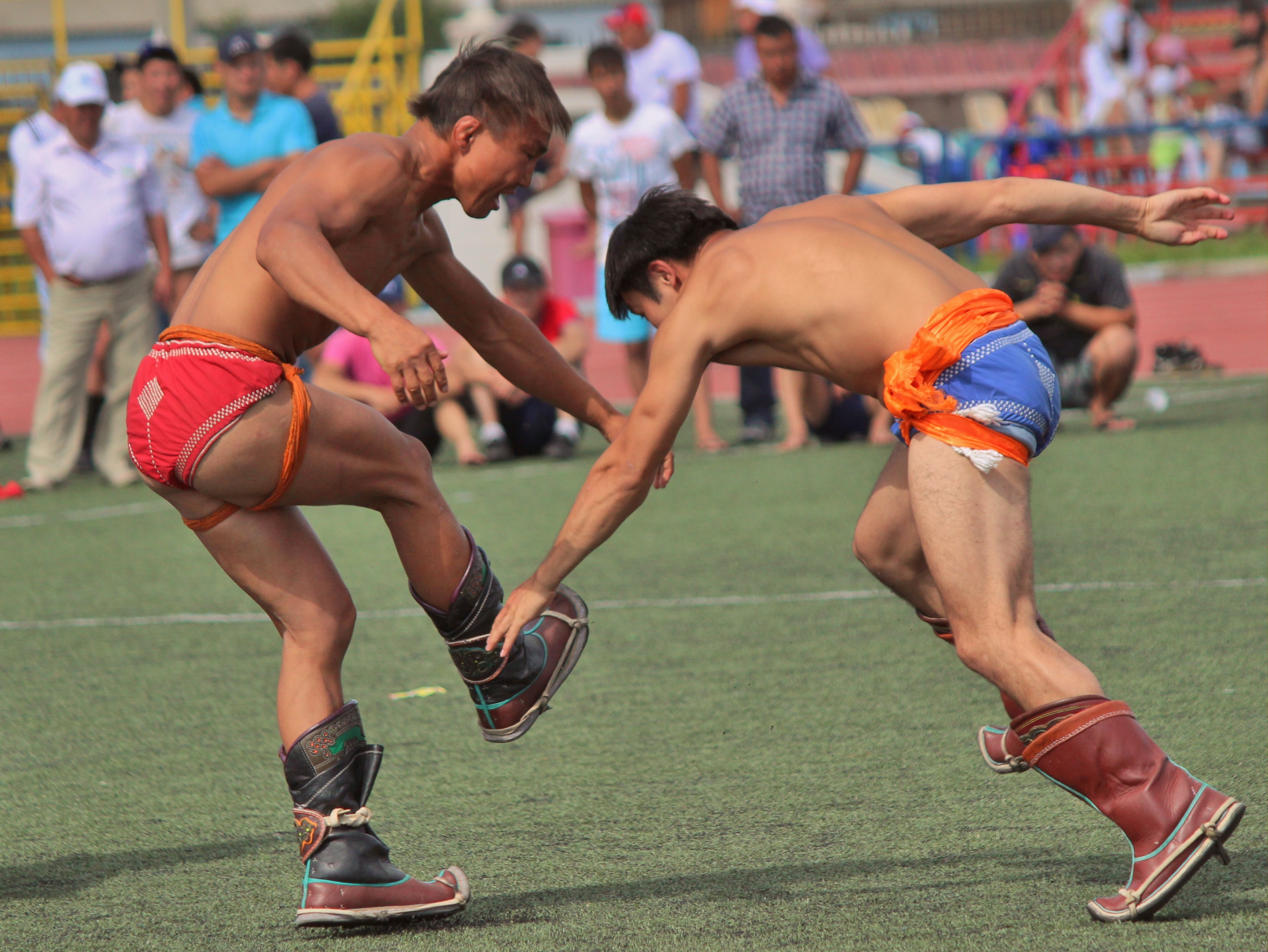
Борьба на Сурхарбане.

### Январь-февраль
- Сагаалган

### Июнь-август
- Сурхарбан (ежегодно летом)
- Алтаргана (раз в два года летом)
- Ёрдынские игры

### Сентябрь-ноябрь
- День древнего города (сентябрь)
- День Байкала (сентябрь)
- День Улан-Удэ (сентябрь)
- Гуннский Новый Год (октябрь)
- Зула Хурал — Праздник тысячи лампад